# كارلوس كوارتاس
كارلوس كوارتاس (بالإسبانية: Carlos Cuartas) هو لاعب شطرنج كولومبي، ولد في 15 أغسطس 1940 في إيتاغوي في كولومبيا، وتوفي بنفس المكان في 10 يوليو 2011.

## وصلات خارجية
- كارلوس كوارتاس على موقع مباريات الشطرنج (الإنجليزية)
- كارلوس كوارتاس على موقع 365Chess.com (الإنجليزية)
- كارلوس كوارتاس على موقع Chesstempo.com (الإنجليزية)
- كارلوس كوارتاس على موقع الاتحاد الأمريكي للشطرنج (الإنجليزية)
- كارلوس كوارتاس سجل أولمبياد الشطرنج على موقع OlimpBase.org (الإنجليزية)